# Celbridge
Celbridge is een plaats in het Ierse graafschap Kildare. De plaats telt 17.262 inwoners. Het dorp heeft een spoorverbinding met Dublin. Vanaf het station is het goed twintig minuten tot Heuston in het centrum van Dublin.

## Bezienswaardigheden
- Castletown House